# Rite prémontré

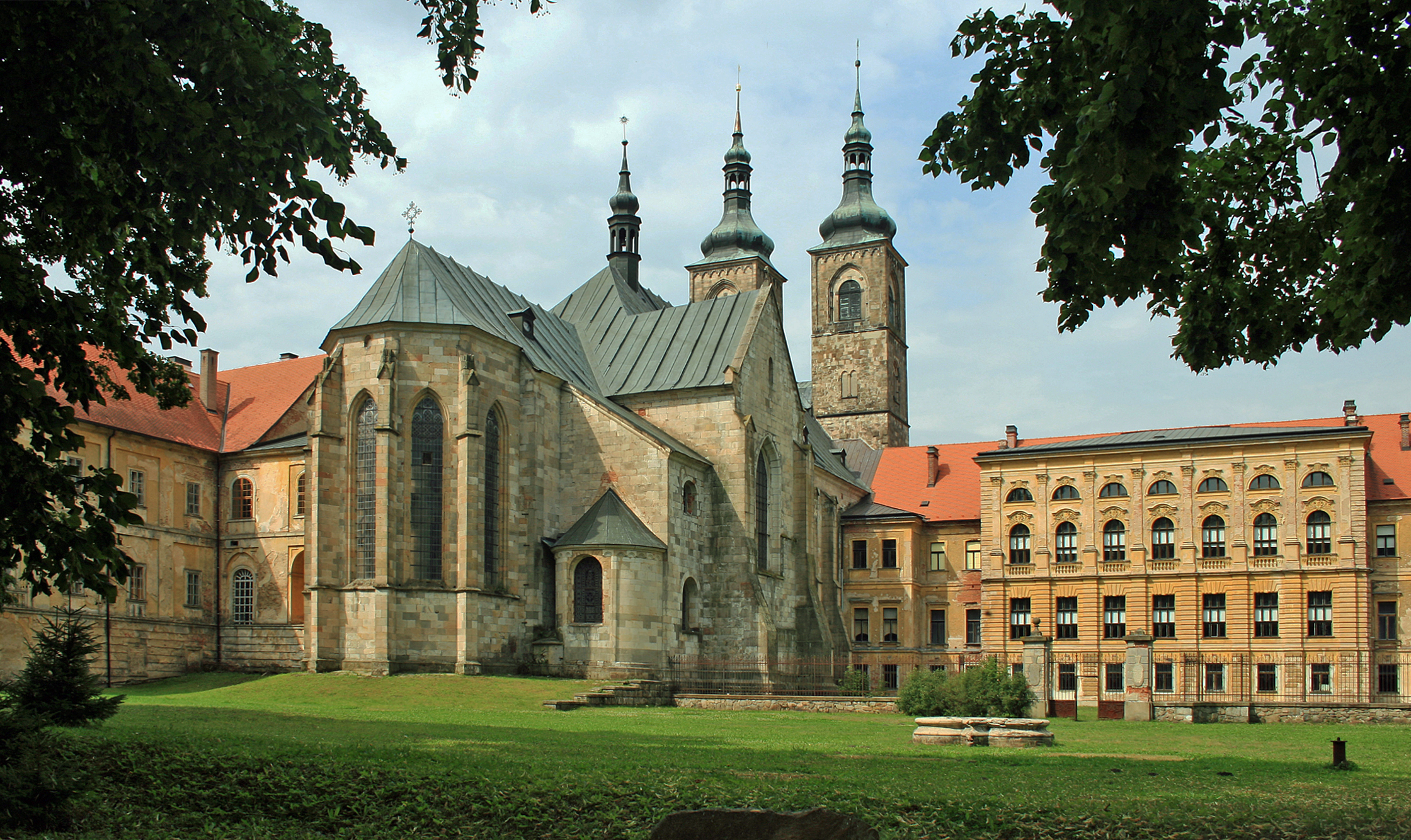
L'abbaye de Teplá

Le rite prémontré  (en latin : ritus Praemonstratense) est l'une des manières de célébrer la messe dans le catholicisme. Ce rite fut en vigueur au sein de l'ordre des  Prémontrés entre le XIIe siècle et 1970. Il est apparenté au rite romain, et aux rites gallicans.   

## Historique
Les premières traces de l'existence de ce rite remontent à 1160. Il se fixe peu à peu et devient un rite à part entière au XIIIe siècle.

### Les réformes «romaines» et «gallicanes»
En 1570, lorsque le pape saint Pie V publie la bulle Quo Primum, qui impose le missel romain à l'ensemble de l'Église latine, il exclut du champ d'application les rites liturgiques ayant plus de deux-cents ans. Le rite prémontré peut garder droit de cité au sein de l'ordre. Et John Despruets, abbé de Prémontré, publie un missel en 1578. Mais dès le début du XVIIe siècle, un élan de « romanisation » se fait jour au sein de l'ordre, et le rite prémontré est révisé. Les livres liturgiques sont publiés entre 1666 et 1697.
À nouveau au XVIIIe siècle, une volonté de réforme se fait jour, dans une inspiration néo-gallicane cette fois, à la suite de la liturgie parisienne telle que mise en place par Mgr de Vintimille. Les textes sont publiés de 1780 à 1787. Ces textes sont adoptés en France, mais la majorité des couvents étrangers gardent le rite ancien.

### La stabilisation
Avec la Révolution, les prémontrés doivent quitter la France. Lors de la restauration de l'Ordre en ce pays au XIXe siècle, une congrégation indépendante de l'Ordre de Prémontré est créé en 1858 à l'abbaye Saint-Michel de Frigolet : cette congrégation française des prémontrés utilise le rite romain. Pour autant, lorsqu'elle rejoint la congrégation en 1898, elle reprend les livres spécifiques. De nouvelles éditions sont publiées en 1900. 
En 1925, une révision des statuts a lieu : dans cette publication, il est très clairement fait mention d'un rite prémontré propre.
Puis en 1937, les livres sont à nouveau publiés, en accord avec Rome, dans une optique de fidélité à la tradition prémontrée de la fin du XVIIe siècle.
En 1970, lors de la réforme du rite romain qui a suivi le concile Vatican II, l'Ordre des Prémontrés abandonne son rite au profit du rite romain réformé par Paul VI.